# Il dardo e la rosa
Il dardo e la rosa (Kushiel's Dart) è un romanzo fantasy del 2001 di Jacqueline Carey, primo volume della trilogia di Kushiel, seguito da La prescelta e l'erede e da La maschera e le tenebre. Ha vinto il premio Locus per la migliore opera prima nel 2002.

## Trama
La vicenda della protagonista Phèdre si svolge nella fantastica Terre D'Ange, luogo fondato dal Beato Elua e abitato dai discendenti di alcuni angeli. Tutta la popolazione di questa nazione, gli angeline, è caratterizzata da una bellezza mirabile e da una spregiudicatezza fisica. Infatti l'unico precetto lasciato dal Beato Elua era Ama a tuo piacimento.
Sin dall'infanzia Phèdre è costretta a servire casa Cereo, una delle tredici case su cui si fonda Terre D'Ange, a causa di un difetto fisico: una macchia scarlatta nell'occhio sinistro. Solo Anafiel Delaunay comprende che quella macchia rossa è il Dardo di Kushiel, segno di predilezione dell'angelo castigatore, e riscatterà Phèdre in quanto anguisette, ovvero coloro che riescono a mescolare il piacere con la sofferenza per la loro stessa natura.
Una volta in casa Delaunay, Phèdre sarà istruita all'arte dell'amore e del compiacimento, ma soprattutto le verrà insegnato a essere una spia. Così trascorre diversi anni tranquilla, assecondando i piaceri dei patroni per terminare la sua marque e diventare così una donna libera, fino a quando Delaunay non viene assassinato per opera di un complotto nel regno. Phèdre e la sua guardia del corpo, il cassiliano Joscelin Verreuil, scappano a palazzo per avvisare la giovane regina Ysandre De la Courcel del pericolo imminente, ma vengono intercettati dalla bellissima Mèlisande che li cattura con l'inganno.
Phèdre e Joscelin saranno condotti in Skaldia, paese al confine con Terre D'Ange e popolato da guerrieri feroci e molto resistenti. Qui i due protagonisti saranno costretti a un periodo di servitù presso Waldemar Selig, l'unico uomo che è riuscito a riunire sotto un'unica bandiera tutte le tribù skalde. Phèdre diventerà l'amante di Waldemar Selig e nella sua stanza scoprirà una lettera di Mèlisande: la bellissima donna sta complottando con gli skaldi per invadere Terre D'Ange, al fine di poter salire al trono.
Scoperto il piano,Phèdre e Joscelin, che intanto era costretto alla prigionia, riescono a scappare dall'accampamento degli Skaldi e si avventurano in un viaggio di ritorno attraverso la gelida terra di Skaldia fino a raggiungere i valichi di confine.
Una volta avvisata la regina del complotto, Phèdre e Joscelin saranno costretti ad andare sull'isola di Alba, dove risiede il futuro sposo di Ysndre, al fine di chiedere aiuto dell'esercito albano per l'imminente invasione.
Il Cruarch Drustan, re della popolazione di Alba e futuro marito di Ysandre, decide di aiutare Terre D'Ange, ma nel viaggio di ritorno Phèdre perde il suo migliore amico Hyacinthe, che si sacrifica per far attraversare lo stretto alle navi del Cruarch.
Lo scontro ai confini di Terre D'Ange sarà durissimo e i morti numerosi, ma alla fine l'esercito di Angeline vince e Mèlisande è arrestata.
Tutto sembra finito, ma la notte prima della sua esecuzione, Mèlisande scappa e sparisce nel nulla. I tentativi di ritrovarla saranno inutili.
Phèdre sarà nominata Contessa di Montrève, il casato di Delaunay, per aver salvato il regno dall'invasione skalda e dal complotto di Mèlisande, e vivrà nella sua nuova casa con Joscelin, non più solo guardia del corpo, ma amante.
Dopo un breve periodo di tranquillità, Phèdre riceve un pacco contenente dei doni inviati da Mèlisande, e così decide di rimettersi sulle sue tracce.

## Personaggi

### Casato Delaunay
- Anafiel Delaunay: nobile
- Alcuin nó Delaunay: pupillo di Delaunay
- Phèdre nó Delaunay: pupilla di Delaunay
- Guy: servitore di Delaunay; ex confratello cassiliano (Siovale)(deceduto nel corso del libro)
- Joscelin Verreuil: confratello cassiliano; figlio di Millard; fratello di Luc e Mahieu (Siovale)

### Membri della famiglia reale di Terre D'Ange
- Ganelon de La Courcel: re di Terre D'Ange
- Genevève de La Courcel: regina di Terre D'Ange (deceduta)
- Rolande de La Courcel: figlio di Ganelon e Genevève; delfino (deceduto nella Battaglia dei Tre Principi)
- Edmée De Rocaille: promessa sposa di Rolande (deceduta per una caduta da cavallo)
- Isabel de L'Envers: moglie di Rolande; principessa consorte (deceduta per avvelenamento)
- Ysandre de Le Courcel: figlia di Rolande e Isabel; delfina; erede al trono di Terre D'ange; causa sottili e invisibili giochi politici perché non ha ancora scelto un consorte
- Barquiel de L'Envers: fratello d'Isabel; duca dell'Envers (Namarre)
- Lyonette de La Courcel de Trevalion: sorella di Ganelon e Bénédicte; principessa del sangue; Leonessa di Azzalle; moglie di Marc (deceduta per aver tramato contro la corona nel corso del libro)
- Marc de Trevalion: marito di Lyonette; duca di Trevalion (Azzalle) (esiliato per non aver fermato la moglie nel corso del libro)
- Baudoin de Trevalion: figlio di Lyonette e Marc; principe del sangue (Azzalle) (deceduto per aver aiutato la madre nel corso del libro)
- Bernadette de Trevalion: figlia di Lyonette e Marc; principessa del sangue (Azzalle)

(esiliata insieme al padre per non aver fermato la madre nel corso del libro)

### Membri della famiglia reale a La Serenissima
- Bénédicte de Le Courcel: fratello di Ganelon e Lyonette; principe del sangue; marito di Maria (La Serenissima)
- Maria Stregazza de La Courcel: moglie di Bénédicte (La Serenissima)
- Marie-Céleste de La Courcel: figlia di Bénédicte e Maria; principessa del sangue; sposata col figlio del doge di La Serenissima (La Senerissima)
- Thérèse de La Courcel: figlia di Bénédicte e Maria; principessa del sangue; moglie di Dominic (La Serenissima)
- Dominic Stregazza: marito di Thérèse; cugino del doge di La Serenissima (La Serenissima)

### Pari di Terre D'Ange
- Maslin d'Aiglemort: duca d'Ainglemort (Camlach) (deceduto in battaglia nel corso del libro)
- Isidore d'Aiglemort: figlio di Maslin; duca d'Aiglemort; rivela il tradimento di Lyonette al re insieme a Mélisande per togliere di mezzo Baudoin, che gli è di ostacolo per arrivare a Ysandre (Camlach)
- Marchesa Solaine Belfours: nobildonna; ministro del Sigillo Privato
- Rogier Clavel: nobile; membro dell'entourage di de L'Envers
- Childric D'Essoms: nobile; membro della corte di giustizia; prende ordini da de L'Envers
- Cécilie Laveau-Perrin: moglie del cavalier Perrin (deceduto); ex adepta di Casa Cereo; precettrice di Phèdre e Alcuin
- Roxanne de Mereliot: Signora di Marsilikos (Eisande)
- Quincel de Morhban: duca di Morhban (Kusheth)
- Lord Rinforte: prefetto della confraternita cassiliana
- Mélisande Shahrizai: nobildonna, perla della dinastia Shahrizai (Kusheth)
- Tabor, Sacriphant, Persia, Marmion, Fanchone: esponenti della dinastia Shahrizai; parenti di Mélisande (Kusheth)
- Percy de Somerville: conte di Somerville; principe del sangue, comandante reale (L'Agnace)
- Ghislain de Somerville: figlio di Percy (L'Agnace)
- Tibault de Toulard: conte di Toulard (Siovale)
- Gaspar de Trevalion: cugino di Marc; conte di Fourcay (Azzalle)
- Millard Verreuil: cavaliere; padre di Joscelin, Luc e Mahieu (Siovale)
- Luc e Mahieu Verreuil: figli di Millard; fratelli di Joscelin (Siovale)

### Corte della notte
- Liliane de Suverain: ex adepta di Casa Gelsomino; madre di Phèdre; moglie di Pierre
- Miriam Bouscevre: priora di Casa Cereo (defunta di vecchiaia el corso del libro)
- Jareth Moram: vicario di Casa Cereo; priore dell'omonima Casa alla morte di Miriam
- Suriah: adepta di Casa Cereo; vicaria alla morte di Miriam
- Juliette, Ellyn, Etienne, Calantia, Jacinthe, Donatien: allievi di Casa Cereo insieme a Phèdre
- Fratello Louvel: sacerdote di Elua; insegnante di Phèdre a Casa Cereo
- Didier Vascon: vicario di Casa Valeriana

### Skaldia
- Gunter Arnlaugson: capo steading
- Evrard Lingua Tagliente: guerriero dello steading di Gunter
- Harald l'Imberbe: guerriero delle steading di Gunter
- Knud: guerriero dello steading di Gunter
- Ailsa: donna dello steading di Gunter
- Hedwig:: donna dello steading di Gunter
- Waldemar Selig: capo steading; condottiero
- Kolbjorn dei manni: uno dei capi guerrieri di Selig
- Gerde: donna dello steading di Selig
- Bianchi Fratelli: i thanes di Selig
- Trygve: appartenente ai Bianchi Fratelli
- Lodur Monocolo: sacerdote di Odhinn

### Tsingani
- Abhirati: nonna di Anasztaizia; bisnonna di Hyacinthe
- Manoj: padre di Anasztazia; nonno di Hyacinthe; re degli tsigani
- Anasztazia: madre di Hyacinthe; principessa esiliata degli tsingani
- Hyacinthe: amico di Phèdre; <<principe dei Viaggiatori>>
- Csavin: nipote di Manoj
- Neci: capo di una kumpania
- Giselle: moglie di Neci

### Alba ed Eire
- Cruarch di Alba: re dei picti (defunto nel corso del libro)
- Foclaidha: moglie del cruarch
- Maelcon: figlio del cruarch e di Foclaidha
- Necthana: sorella del cruarch
- Drustan mab Necthana: figlio di Necthana; principe dei picti
- Breidaia: figlia maggiore di Necthana
- Moiread: figlia minore di Necthana
- Eamonn mac Conor: signore dei dalriada
- Grainne mac Conor: sorella di Eamonn; signora dei dalriada
- Brennan: figlio di Grainne

### Tre Sorelle
- Signore dello Stretto: colui che controlla il tratto di mare tra Alba e Terre D'Ange
- Gildas: servitore del Signore dello Stretto
- Tilian: servitore del Signore dello Stretto

### Altri
- Pierre Cantrel: mercante; padre di Phèdre; marito di Liliane
- Fortun: marinaio; uno dei Ragazzi di Phèdre
- Remy: marinai; uno dei ragazzi di Phèdre
- Ti-Philippe: marinaio; uno dei ragazzi di Phèdre
- Maestro Gonzago de Escabares: storica aragoniano; ex studioso; ex insegnante all'università

di Tiberium; ex insegnante di Delaunay
- Camilo: allievo di Gonzago de Escabares
- Gavin Friote: siniscalco di Perrinwolde; marito di Héloïse
- Héloïse Friote: moglie di Gavin
- Purnell Friote: figlio di Gavin, marito di Richeline
- Richeline Friote: moglie di Purnell
- Quintilius Rousse: ammiraglio reale
- Jean Marchand: secondo di Rousse
- Taavi: tessitore yeshuita, marito di Danele
- Danele: moglie di Taavi; tintora
- Maia e Rena: figlie di Taavi e Danele
- Aelric Leithe: marinaio
- Emile: uno degli aiutanti di Hyacinthe
- Japheth nó Eglantine-Vardennes: drammaturgo
- Lelahiah Valais: medico (Eisande)
- Mastro Robert Tielhard: marquist; è il creatore delle marque di Phèdre e Alcuin
- Mierette nó Orchidea: ex adepta di Casa Orchidea
- Seth ben Yavin: studioto yeshuita
- Thélésis de Mornay: poetessa di corte; precedentemente esiliata dall'altra parte dello Stretto
- Vitale Bouvarre: mercante; alleato degli Stregazza